# Conde de Murça
Conde de Murça é um título nobiliárquico criado pelo Rei D. João VI de Portugal, por Decreto de 6 de Fevereiro de 1826, em favor de D. Miguel António de Melo e Abreu Soares de Brito Barbosa Palha de Vasconcelos Guedes, antes 14.º Senhor de Murça, Torre de D. Chama, Água Revez e Brunhais de juro e herdade, Senhor de Castro Daire, Senhor do Morgado da Fonte Boa, Senhor do Morgado de Vilar da Ordem, Senhor do Morgado de Nossa Senhora da Ajuda de Sameice, Senhor do Morgado da Quinta de Nespereira, Senhor do Morgado da Figueira.
Titulares
1. D. Miguel António de Melo e Abreu Soares de Brito Barbosa Palha de Vasconcelos Guedes, 14.º Senhor e 1.º Conde de Murça, Senhor de Castro Daire;
2. D. José Maria de Melo e Abreu Soares de Brito Barbosa Palha de Vasconcelos Guedes, 2.º Conde de Murça;
3. D. João Maria de Melo e Abreu Soares de Vasconcelos e Brito Barbosa Palha, 3.º Conde de Murça;
4. D. Mariana das Dores de Melo e Abreu Soares de Brito Barbosa Palha de Vasconcelos Guedes, 4.ª Condessa de Murça, e Condessa de Sabugosa por casamento com o 9º Conde de Sabugosa [2]

Após a Implantação da República e o fim do sistema nobiliárquico, usaram o título:  
1. D. Jorge Maria de Melo, 5.º Conde de Murça;
2. D. António Maria de Sommer de Melo, 6.º Conde de Murça;
3. D. Jorge Maria de Sousa e Holstein de Melo, 7.º Conde de Murça.